# Cota de Gilbert-Varshamov
Seja {\displaystyle A_{q}(n,d)} o maior tamanho possível para um código q-ário {\displaystyle C} de comprimento n e distância de Hamming mínima d. Então:
{\displaystyle A_{q}(n,d)\geq {\frac {q^{n}}{\sum _{j=0}^{d-1}{\binom {n}{j}}(q-1)^{j}}}.}